# Pieris ergane
Pieris ergane (Geyer, 1828), è un lepidottero appartenente alla famiglia Pieridae.

## Descrizione

### Adulto
È simile alla Cavolaia minore, ma sulle parti inferiori dell'ala anteriore non sono presenti macchie scure (in alcuni casi trasparono quelle del lato superiore.

### Uova
Si rinvengono da aprile a ottobre.

### Larva
Rintracciabili da aprile a novembre.

### Pupa
Le pupe sono presenti tutto l'anno e con questa fase la specie trascorre l'inverno.

## Distribuzione e habitat
L'areale corrisponde all'Europa Meridionale, in particolar modo aila Penisola Balcanica, ed arriva fino al Caucaso, all'Armenia ed altre regioni dell'Asia Centrale. La specie ha lo status di vulnerabile. È protetta in Grecia, Ungheria e in Francia, dove è presente sui Pirenei Orientali e su altre catene montuose.
Si ritrova sui pendii rocciosi fioriti, dal livello del mare fino a 2000 metri d'altitudine. In Italia non supera i 1400 metri di quota.

## Biologia

### Periodo di volo
Da marzo a ottobre, in 2-3 generazioni l'anno.

### Alimentazione
Le larve parassitano la specie Aethionema saxatile (fam. Brassicaceae).

## Tassonomia
Di questa specie sono state descritte 3 sottospecie, con differente distribuzione:
- Pieris ergane ergane (Geyer, 1828) (Europa meridionale, Asia Minore, Siria, Iraq, Iran, Transcaucasia)
- Pieris ergane detersa Verity, 1911 (Caucaso Minore, altipiani dell'Armenia)
- Pieris ergane elbursina Bytinski-Salz, 1937 (Monti Talysh)